# Christiane Maybach
Ursala (Uschi) Müller, dite Christiane Maybach, est une actrice allemande, née le 14 mars 1932 à Berlin et morte le 12 avril 2006 à Cologne

## Biographie
Elle a l'abitur et va en 1956 à l'école du Schillertheater. Elle étudie ensuite le ballet et joue au Schauspielhaus de Zurich (1957 à 1958) puis au Deutsches Schauspielhaus à Hambourg (1959).
Elle commence ensuite au cinéma à Vienne, où elle reçoit des rôles de sex-symbol à cause de sa ressemblance avec Marilyn Monroe, le plus souvent des petits rôles, dans des films pas simplement érotiques. Dans les années 1970, elle travaille souvent avec Rainer Werner Fassbinder.
Elle est présente dans la série télévisée Unter Uns dès le premier épisode le 28 novembre 1994 et la quitte le 2 décembre 2005.

## Filmographie sélective

### Au cinéma
- 1951 : Fanfaren der Liebe
- 1952 : J'ai perdu mon cœur à Heidelberg
- 1954 : Feu d'artifice
- 1955 : Heimatland
- 1956 : Ein Mann muß nicht immer schön sein
- 1956 : Musikparade
- 1957 : Das Glück liegt auf der Straße
- 1957 : Das Mädchen ohne Pyjama
- 1957 : Frauen sind für die Liebe da
- 1957 : Gruß und Kuß vom Tegernsee
- 1957 : Zwei Bayern im Harem
- 1958 : Der lachende Vagabund
- 1958 : Sehnsucht hat mich verführt
- 1958 : Stefanie
- 1958 : Wenn die Bombe platzt
- 1958 : Bien joué mesdames
- 1959 : La Femme nue et Satan
- 1959 : Heimat – Deine Lieder
- 1960 : La Grande Vie
- 1960 : Le Diabolique Docteur Mabuse
- 1961 : Eine hübscher als die andere
- 1962 : Le Livre de San Michele
- 1962 : Tunnel 28
- 1963 : Es war mir ein Vergnügen
- 1964 : Le Hibou chasse la nuit
- 1965 : El marqués
- 1965 : L'Homme d'Istanbul
- 1965 : Sherlock Holmes contre Jack l'Éventreur
- 1966 : Irrungen, Wirrungen
- 1966 : Karaté à Tanger pour agent Z7
- 1967 : Top Crack
- 1969 : Weiße Haut auf schwarzem Markt
- 1971 : Hôtel de la bricole (en)
- 1971 : Dollars
- 1972 : Les 69 Dalmatiennes (de)
- 1973 : Alle Menschen werden Brüder (en)
- 1975 : Le Droit du plus fort
- 1976 : Le Rôti de Satan
- 1978 : Spiel der Verlierer
- 1979 : C'est mon gigolo
- 1983 : Die unglaublichen Abenteuer des Guru Jakob
- 1984 : Die Story
- 1985 : Das Wunder
- 1988 : Le Piège de Vénus (de)

### À la télévision

#### Téléfilms
- 1960 : Gaslicht
- 1961 : Küß mich Kätchen
- 1965 : Der Spleen des George Riley
- 1973 : Le Monde sur le fil
- 1988 : Die Gunst der Sterne

#### Séries télévisées
- 1963 : Die Firma Hesselbach – Die Erpressung
- 1964 : Fernfahrer : Start 9.15 Uhr
- 1966 : Gewagtes Spiel – Der Doppelgänger
- 1972 : Dem Täter auf der Spur – Kein Hafer für Nicolo
- 1972 : Im Auftrag von Madame
- 1973 : Hamburg Transit – Ein schöner Nachmittag
- 1980 : Berlin Alexanderplatz
- 1982 : Rom ist in der kleinsten Hütte
- 1986 : Liebling Kreuzberg – Ein dringender Fall
- 1989 : Großstadtrevier – Dame in Not
- 1990 : Drei Damen vom Grill – Andere Länder andere Sitten
- 1992 : Der Landarzt – Herzensangelegenheiten
- 1992 : Au rythme de la vie (Gute Zeiten, schlechte Zeiten)
- 1992 : Wolff, police criminelle – Wohnungstod
- 1994–2006 : Unter Uns
- 1995 : Notaufnahme